# Walter Marchbank
Pour les articles homonymes, voir Marchbank.
Walter Marchbank (2 novembre 1838-9 août 1893) est un joueur de cricket anglais. Né à Preston dans le Lancashire, il y passe toute sa vie et évoluera pour le Lancashire County Cricket Club de 1869 à 1870. Il apparaît dans les parties first-class en tant que frappeur et gardien de guichet.